# Ia Grăng
Ia Grăng là một xã cũ thuộc huyện Ia Grai, tỉnh Gia Lai, Việt Nam.
Xã có diện tích 117,15 km², dân số năm 2015 là 4.224 người.

## Vị trí địa lý
Xã Ia Grăng nằm ở phía Tây - Bắc của trung tâm thị trấn Ia Kha. Các phía của xã đều giáp với các địa phương của huyện Ia Grai.
- Phía Bắc giáp xã Ia Bă
- Phía Nam giáp với xã Ia Tô
- Phía Đông giáp với xã Ia Hrung và thị trấn Ia Kha
- Phía Tây Bắc giáp với xã Ia Khai

## Lịch sử
Theo Nghị quyết số 1664/NQ-UBTVQH15 năm 2025, giải thể đơn vị hành chính cấp huyện là Ia Grai. Hợp nhất toàn bộ diện tích tự nhiên và dân số của thị trấn Ia Kha, xã Ia Bă và xã Ia Grăng thành xã Ia Grai.

## Hành chính
Đến năm 2014 xã Ia Grăng có 07 thôn, làng.
Xã có người Jơrai chiếm 71%, người Kinh chiếm 28 %, Thái, Tày, Hmông, Mường, Hre, Sán Chỉ  chiếm 1%.